# 가우스상
가우스상 (Carl Friedrich Gauss Prize for Applications of Mathematics)은 국제 수학 연합과 독일 수학 협회가 수학 이외의 분야에도 의미 있는 응용이 이루어진 뛰어난 수학적 공헌을 한 수학자에게 수여하는 상이다. 이 상은 독일 수학자 카를 프리드리히 가우스의 이름을 따서 명명되었다. 2006년에 처음 개최되었으며, 4년마다 국제 수학자 대회에서 시상식을 한다. 이전 수상자에게는 메달과 1만 유로의 상금이 수여되었다.

이 상은 가우스 탄생 225주년인 2002년 4월 30일에 발표되었다. 이 상은 수학자를 인정하기 위해 특별히 마련되었다. 수학자는 세계에 영향을 미치지만, 그들의 연구는 종종 인정받지 못한다. 이 상은 비즈니스, 기술, 심지어 일상생활 분야에도 영향을 끼친 사람들을 기리는 것을 목표로 한다.

## 수상자 목록
| 년도 | 수상자 이름     | 업적 |
| 2006 | 이토 기요시     | 확률미분방정식과 확률해석 이론의 기초를 마련하였다. |
| 2010 | 이브 메이어     | 수론, 연산자 이론 및 조화해석학에 대한 기여와 잔물결의 개발에 핵심적인 역할 및 다중 해상도 분석 개발에 매우 큰 기여를 했다.                                                   |
| 2014 | 스탠리 오셔     | 응용수학의 여러 분야에 많은 기여를 하였고, 우리의 물리적, 지각적, 수학적 개념에 대한 개념을 바꾸어 놓은 그의 광범위한 재능은 우리에게 세상을 이해하는 새로운 수단을 제공했다. |
| 2018 | 데이비드 도노호 | 신호 처리의 중요한 문제에 대한 수학적, 통계적, 계산적 분석에 기여를 했다. |
| 2022 | 엘리엇 H. 리브  | 양자 역학, 통계 역학, 계산 화학 및 양자 정보 이론 분야에 많은 기여를 했다. |